# Rob Pike
Robert Pike (Kanada, 1956 –) kanadai szoftverfejlesztő és szerző. Leginkább a Bell Labsben végzett munkájáról ismert, ahol tagja volt Unix csapatnak, továbbá részt vett a Plan 9 from Bell Labs, az Inferno operációs rendszer és a Limbo programozási nyelv készítésében.
Társfejlesztője volt a Blit grafikus Unix terminálnak, mielőtt megírta volna az első ablakozós rendszert Unixra 1981-ben. Pike az AT&T 4 555 775-ös amerikai szabadalom tulajdonosa, amely része X graphic system protokollnak, és egyike az első szoftverszabadalmaknak.
Az évek során Pike számos szövegszerkesztőt írt, a legismertebbek a sam és acme, melyeket ma is aktívan használnak fejlesztésre.
Pike Brian Kernighannel társszerzője a Programozás a gyakorlatban-nak és A Unix Programozási környezet-nek, Kenneth Lane Thompsonnal pedig társalkotója az UTF-8-nak. Továbbá több kisebb rendszert is fejlesztett, mint pl. a vismon programot, amely megjeleníti egy e-mail szerzőinek arcképét.
Pike egyszer feltűnt a Late Night with David Letterman show-ban technikai asszisztensként a Penn és Teller komikus párosnál.
Viccesen Pike azt állítja, hogy megnyerte az 1980-as olimpiai ezüstérmet íjászatban; habár Kanada bojkottálta az 1980-as nyári olimpiát.
Pike feleségül vette Renée Frenchet. Jelenleg a Google-nál dolgozik, ahol részt vett a Go programozási nyelv és Sawzall programozási nyelv megalkotásában.

## Magyarul megjelent művei
- Brian W. Kernighan–Rob Pike: A UNIX operációs rendszer; ford. Turi Gabriella, Kovács Tibor, versford. Tandori Dezső; Műszaki, Bp., 1988

## Fordítás
- Ez a szócikk részben vagy egészben  a   Rob Pike című angol Wikipédia-szócikk ezen változatának fordításán alapul.  Az eredeti cikk szerkesztőit annak laptörténete sorolja fel. Ez a jelzés csupán a megfogalmazás eredetét és a szerzői jogokat jelzi, nem szolgál a cikkben szereplő információk forrásmegjelöléseként.